# Лозовое (Николаевская область)
Лозовое (укр. Лозове) — село в Казанковском районе Николаевской области Украины.
Основано в 1820 году. Население по переписи 2001 года составляло 5 человек. Почтовый индекс — 56050. Телефонный код — 5164. Занимает площадь 0,29 км².

## Местный совет
56050, Николаевская обл., Казанковский р-н, с. Троицко-Сафоново, ул. Щорса, 2